# Skate Canada International 2013
Skate Canada International 2013 es la segunda competición del Grand Prix de patinaje artístico sobre hielo de la temporada 2013-2014. Tuvo lugar en Saint John (Nuevo Brunswick), Canadá, entre el 25 y el 27 de octubre de 2013. Organizada por la federación de patinaje sobre hielo de Canadá, la competición sirvió de clasificatorio para la final del Grand Prix.

## Participantes
| Country         | Men                                       | Ladies                                       | Pairs                                                                                          | Ice dancing                                                                            |
| --------------- | ----------------------------------------- | -------------------------------------------- | ---------------------------------------------------------------------------------------------- | -------------------------------------------------------------------------------------- |
| Canadá          | Patrick Chan Andrei Rogozine Elladj Balde | Amelie Lacoste Kaetlyn Osmond Veronik Mallet | Meagan Duhamel / Eric Radford Paige Lawrence / Rudi Swiegers Margaret Purdy / Michael Marinaro | Alexandra Paul / Mitchell Islam Kaitlyn Weaver / Andrew Poje Tessa Virtue / Scott Moir |
| China           |                                           |                                              | Sui Wenjing / Han Cong                                                                         |                                                                                        |
| República Checa | Michal Brezina                            |                                              |                                                                                                |                                                                                        |
| Alemania        |                                           |                                              | Mari Vartmann / Aaron Van Cleave                                                               | Nelli Zhiganshina / Alexander Gazsi                                                    |
| Italia          |                                           |                                              | Stefania Berton / Ondřej Hotárek                                                               | Charlene Guignard / Marco Fabbri                                                       |
| Japón           | Takahito Mura Nobunari Oda Yuzuru Hanyu   | Akiko Suzuki                                 |                                                                                                |                                                                                        |
| Rusia           |                                           | Yúliya Lipnítskaya                           |                                                                                                | Yekaterina Riazánova / Iliá Tkachenko Aleksandra Stepanova / Iván Bukin                |
| Ucrania         |                                           | Natalia Popova                               |                                                                                                |                                                                                        |
| Estados Unidos  | Ross Miner Jeremy Abbott Joshua Farris    | Gracie Gold Christina Gao Courtney Hicks     | Lindsay Davis / Rockne Brubaker Haven Denney / Brandon Frazier                                 | Madison Hubbell / Zachary Donohue                                                      |

## Resultados

### Patinaje individual masculino
| Clasificación | Nombre          | País            | Puntos totales | Programa corto | Programa corto | Programa libre | Programa libre |
| ------------- | --------------- | --------------- | -------------- | -------------- | -------------- | -------------- | -------------- |
| 1             | Patrick Chan    | Canadá          | 262,03         | 1              | 88,10          | 1              | 173,93         |
| 2             | Yuzuru Hanyu    | Japón           | 234,80         | 3              | 80,40          | 2              | 154,40         |
| 3             | Nobunari Oda    | Japón           | 233,00         | 2              | 80,82          | 3              | 152,18         |
| 4             | Michal Březina  | República Checa | 218,32         | 7              | 71,71          | 5              | 146,61         |
| 5             | Joshua Farris   | Estados Unidos  | 216,72         | 8              | 69,14          | 4              | 147,58         |
| 6             | Jeremy Abbott   | Estados Unidos  | 215,95         | 4              | 74,58          | 6              | 141,37         |
| 7             | Elladj Baldé    | Canadá          | 205,19         | 6              | 72,35          | 7              | 132,84         |
| 8             | Andrei Rogozine | Canadá          | 197,35         | 9              | 68,31          | 9              | 129,04         |
| 9             | Ross Miner      | Estados Unidos  | 196,89         | 10             | 66,71          | 8              | 130,18         |
| 10            | Takahito Mura   | Japón           | 188,53         | 5              | 73,08          | 10             | 115,45         |

### Patinaje individual femenino
| Clasificación | Name               | Nation         | Puntos totales | Programa corto | Programa corto | Programa libre | Programa libre |
| ------------- | ------------------ | -------------- | -------------- | -------------- | -------------- | -------------- | -------------- |
| 1             | Yúliya Lipnítskaya | Rusia          | 198,23         | 2              | 66,89          | 1              | 131,34         |
| 2             | Akiko Suzuki       | Japón          | 193,75         | 3              | 65,76          | 2              | 127,99         |
| 3             | Gracie Gold        | Estados Unidos | 186,75         | 1              | 69,45          | 3              | 117,20         |
| 4             | Christina Gao      | Estados Unidos | 173,69         | 4              | 62,82          | 4              | 110,87         |
| 5             | Amelie Lacoste     | Canadá         | 163,11         | 6              | 59,13          | 6              | 103,98         |
| 6             | Courtney Hicks     | Estados Unidos | 162,00         | 9              | 50,70          | 4              | 111,30         |
| 7             | Natalia Popova     | Ucrania        | 149,59         | 7              | 52,36          | 7              | 93,52          |
| 8             | Veronik Mallet     | Canadá         | 138,13         | 8              | 50,71          | 8              | 87,42          |
| WD            | Kaetlyn Osmond     | Canadá         |                | 5              | 60,32          |                |                |

### Patinaje en pareja
| Clasificación | Name                              | Nation         | Puntos totales | Programa corto | Programa corto | Programa libre | Programa libre |
| ------------- | --------------------------------- | -------------- | -------------- | -------------- | -------------- | -------------- | -------------- |
| 1             | Stefania Berton / Ondřej Hotárek  | Italia         | 193,92         | 2              | 69,38          | 2              | 124,54         |
| 2             | Sui Wenjing / Han Cong            | China          | 193,77         | 3              | 69,02          | 1              | 124,75         |
| 3             | Meagan Duhamel / Eric Radford     | Canadá         | 190,62         | 1              | 69,57          | 3              | 121,05         |
| 4             | Paige Lawrence / Rudi Swiegers    | Canadá         | 159,82         | 6              | 52,94          | 4              | 106,88         |
| 5             | Haven Denney / Brandon Frazier    | Estados Unidos | 158,83         | 5              | 55,01          | 5              | 103,82         |
| 6             | Lindsay Davis / Rockne Brubaker   | Estados Unidos | 153,71         | 7              | 52,69          | 6              | 101,02         |
| 7             | Mari Vartmann / Aaron Van Cleave  | Alemania       | 149,59         | 4              | 55,08          | 7              | 94,51          |
| 8             | Margaret Purdy / Michael Marinaro | Canadá         | 131,39         | 8              | 39,50          | 8              | 91,89          |

### Danza sobre hielo
| Clasificación | Nombre                                | País           | Puntos totales | Danza corta | Danza corta | Danza libre | Danza libre |
| ------------- | ------------------------------------- | -------------- | -------------- | ----------- | ----------- | ----------- | ----------- |
| 1             | Tessa Virtue / Scott Moir             | Canadá         | 181,03         | 1           | 73,15       | 1           | 107,88      |
| 2             | Kaitlyn Weaver / Andrew Poje          | Canadá         | 175,23         | 2           | 70,35       | 2           | 104,88      |
| 3             | Madison Hubbell / Zachary Donohue     | Estados Unidos | 153,20         | 3           | 60,92       | 3           | 92,28       |
| 4             | Yekaterina Riazánova / Iliá Tkachenko | Rusia          | 145,56         | 4           | 59,79       | 5           | 85,77       |
| 5             | Alexandra Paul / Mitchell Islam       | Canadá         | 143,77         | 7           | 53,74       | 4           | 90,03       |
| 6             | Nelli Zhiganshina / Alexander Gazsi   | Alemania       | 138,16         | 5           | 55,19       | 6           | 82,25       |
| 7             | Charlène Guignard / Marco Fabbri      | Italia         | 134,28         | 8           | 52,03       | 7           | 82,25       |
| 8             | Aleksandra Stepanova / Iván Bukin     | Rusia          | 133,12         | 6           | 55,63       | 8           | 77,49       |